# Stephanie Sinclair
Stephanie Sinclair est une photojournaliste et défenseure des droits humains américaine née en 1973 à Miami en Floride.

## Biographie

### Jeunesse et études
Stephanie Sinclair est née en 1973 à Miami. Elle passe une licence (bachelor) en journalisme, spécialisé en photographie artistique à l'Université de Floride en 1998. Durant ses études, elle effectue des stages au Miami Herald, à l'Arizona Republic, au St. Petersburg Times et au Detroit Free Press. En 1993, elle fait des études à l'université Paris-Sorbonne. Elle fonde le portail Photobetty.com en 1999,. 

### Carrière journalistique
Stephanie Sinclair commence sa carrière au Chicago Tribune où elle participe en 2000 à l’enquête sur les problèmes de l'industrie aérienne qui vaudra au journal le prix Pulitzer. Elle est ensuite envoyée en Irak pour couvrir le début de la guerre. Elle y retourne avant de s’installer à Beyrouth au Liban, où elle travaille en tant que journaliste indépendante pendant six ans. Elle collabore régulièrement avec des grands titres comme le National Geographic, The New York Times Magazine, Time, Newsweek, Stern, Geo ou Marie Claire.
Collaboratrice de l'agence VII depuis 2008, elle est nommée membre à part entière en 2009.

### Too young to wed (trop jeune pour se marier)
En 2012 Stephanie Sinclair crée l'ONG Too young to wed pour défendre les droits de petites filles,. Elle organise des ateliers où elle met des appareils photo à la disposition des filles pour qu’elles partagent leurs histoires.

## Distinctions
- Visa d’or, catégorie Magazine - Visa pour l’image :
  - 2004 : Auto-immolation des femmes en Afghanistan – Corbis[7]
  - 2010 : Polygamie aux États-Unis – Agence VII pour National Geographic et The New York Times Magazine
  - 2012 : Ces petites filles que l’on marie – Agence VII pour National Geographic Magazine
- 2019 : Prix Erich-Salomon[8]